# Szádok Szabó
Szádok Szabó OP (* 16. November 1869 als Szádok Sándor Szabó in Vasvár, Königreich Ungarn; † 7. März 1956 in Sopron) war ein ungarischer Dominikaner und Theologe.

## Leben
Er trat mit 15 Jahren in den Predigerorden ein. Nach dem Studium generale der OP-Reichsprovinz in Graz und der Priesterweihe war er von 1893 bis 1898 Dozent für Philosophie, Dogmatik, Moraltheologie und Homiletik in Graz. 1909 wurde er erster Regens des neu errichteten Collegium Angelicum in Rom. 1924 gründete er hier die nach wie vor erscheinende Zeitschrift Angelicum. Philosophisch-theologisch war er Anhänger des Thomismus. 
1927 wurde er Professor für spekulative Dogmatik an der Universität zu Freiburg im Uechtland. 1936 zog er nach Sopron.

## Schriften (Auswahl)
- Albert Ehrhards Schrift: „Katholisches Christentum und moderne Kultur“. Ein Beitrag zur Klärung der religiösen Frage in der Gegenwart. Graz 1909, OCLC 634189034.
- Pater Hyacinth Maria Cormier – sechundsiebzigster Generalmeister des Predigerordens zum Andenken. Wien 1917, OCLC 1068349217.
- Die Auktorität des hl. Thomas von Aquin in der Theologie. Regensburg 1919, OCLC 1068745615.
- A Domonkosrend szelleme és szervezete. Ohne Ortsangabe um 1920.
- Xenia thomistica. Rom 1925, OCLC 422032973.
- Jelentései az Index Kongregációnak. Szent István Társulat, Budapest 2007, ISBN 978-963-361-959-9.